# Alien: Invasion
Alien: Invasions è un romanzo fantascientifico del 2016 scritto da Tim Lebbon e pubblicato dalla Titan Books. Si tratta del secondo romanzo della trilogia Rage War; gli altri romanzi della trilogia sono Predator: Incursion e Alien vs. Predator: Armageddon.

## Trama
Nella speranza di fermare la Rage, antica razza umana che si serve di tecnologia xenomorfa per conquistare l'universo, gli uomini e gli Yautja stringono un'alleanza.